# (22402) Goshi
(22402) Goshi est un astéroïde de la ceinture principale.

## Description
(22402) Goshi est un astéroïde de la ceinture principale. Il fut découvert le 3 avril 1995 à Kuma Kogen par Akimasa Nakamura. Il présente une orbite caractérisée par un demi-grand axe de 2,19 UA, une excentricité de 0,13 et une inclinaison de 3,5° par rapport à l'écliptique.

## Compléments